# Apprentissage numérique
 (décembre 2013).
Si vous disposez d'ouvrages ou d'articles de référence ou si vous connaissez des sites web de qualité traitant du thème abordé ici, merci de compléter l'article en donnant les références utiles à sa vérifiabilité et en les liant à la section « Notes et références ».
L'apprentissage numérique (digital learning en anglais) désigne la présence du numérique dans les contenus de formation, que cette dernière soit en présence (en salle) ou en ligne. Elle est directement liée à l’omniprésence des nouvelles technologies dans la société, aussi bien dans la vie personnelle que dans la vie professionnelle.
Ce phénomène influence les comportements de l’ensemble des acteurs de la chaîne d’apprentissage : en amont, les équipes de professionnels spécialisés dans la création, la gestion et la diffusion de formations ; en aval, les salariés et autres partenaires qui sont les apprenants.
L'apprentissage numérique apporte avec la numérisation des supports de formation plus d’interactivité dans la formation. La présence de la formation à distance depuis les années 1990 en France contribue largement à l’expansion et l’adoption de l'apprentissage numérique dans les entreprises.

## Définition
L'apprentissage numérique symbolise une volonté d’exploiter le numérique de manière globale. Il peut être intégré à toutes les modalités pédagogiques : la formation en présence, la formation à distance synchrone ou asynchrone mais également dans tous les types de techniques de formation (expositive, participative, auto réactive, tutorée, etc.).
L'expression « apprentissage numérique » se présente aussi comme une modernisation du terme « formation en ligne » pour souligner le passage de la formation sur un ordinateur à la formation sur tous supports, y compris les tablettes et les téléphones.
Le digital learning est souvent confondu avec l’e-learning. Cependant, il existe une grande différence entre ces deux notions. On pourrait définir l’e-learning comme une partie du digital learning. En fait, ce terme se focalise sur la formation en ligne, c’est-à-dire une formation intégralement à distance.
Le digital learning, quant à lui, fait référence à un domaine plus vaste. Il peut se faire en salle, ou en ligne. Mais le plus important est qu’il utilise tous les outils numériques permettant de favoriser l’apprentissage et la montée des compétences. Contrairement au e-learning, le digital learning s’inscrit donc dans ce processus qu’est l’ère du numérique, sans pour autant balayer l’aspect social.
On oppose habituellement l'apprentissage numérique à la formation en ligne. La formation en ligne correspond aux premières pratiques d'utilisation du numérique dans le domaine de la formation sous la forme de modules interactifs utilisés depuis un ordinateur. Le passage à l'apprentissage numérique correspond à l'utilisation complète des outils du numérique au service de l'apprentissage : vidéo, forums… Un parcours d'apprentissage numérique intègre la possibilité pour les apprenants d'échanger entre eux et avec l'équipe pédagogique, ce que l'on appelle l'« apprentissage par les réseaux ».
La liste ci-dessous indique de manière non exhaustive la pluralité des modalités pédagogiques possibles où le numérique peut être présent :
- apprentissage par immersion
- apprentissage par les réseaux
- apprentissage rapide
- classe virtuelle
- jeu sérieux
- formation en ligne scénarisée
- apprentissage vidéo en ligne
- apprentissage hybride
- MOOC
- COOC
- SPOC
- apprentissage mobile
- classe inversée
- microapprentissage

Le modèle de l'Apprentissage hybride (Blended Learning en anglais), est un mixage de certaines des modalités cités ci-dessus (Classe virtuelle, social learning, rapid learning, vidéo learning, e-learning scénarisé, serious game), à cela se rajoute deux modalités : présentiel et évaluation (rendu obligatoire depuis le 5 mars 2014. Réinscrite dans la loi de 2018. Preuve de l’acquisition de compétence, de connaissance. On peut les créer avec des outils numériques).
"Le mode d'apprentissage mixte désigne l'utilisation conjointe du e-learning et du mode classique d'apprentissage appelé souvent "présentiel". Dans cette situation, l’apprenant est vraiment au cœur d’un dispositif plus ou moins complexe, il va alterner deux phases, des cours à distance en ligne et des cours en face-à-face avec le formateur. Ce dernier va mettre en jeu des modalités synchrones, asynchrones, seul ou en groupe, activités, interactives ou non.

## Historique
L’apparition d’internet à la fin du 20e siècles va faire apparaître les formations à distance, le e-learning et les FOAD. Le savoir va devenir collaboratif par le biais d’internet, avec un échange interactif, il va y avoir une démocratisation de la production et de l’accès à la connaissance. On va diminuer les intermédiaires entre les données et les autodidactes notamment.
Chronologie de l’usage des termes de l'apprentissage numérique :
- Formation par correspondance, début du 18e siècle (d'abord aux États-Unis, puis arrive en Europe). Cette formation va se faire par le biais de lettres envoyées par la poste, prémices de l'apprentissage à distance.
- Formation à distance
- FOAD (Formation Ouverte à Distance)
- E-learning
- Digital learning

### 2002 à 2007
Le marché voit apparaître de nouveaux acteurs, non plus issus du web, mais de la formation. Ces derniers remettent en cause deux principaux postulats. Le premier consiste à dire que ce n’est pas parce que c’est nouveau et moderne que c’est bon sur le plan pédagogique. Le second est que la formation en ligne ne doit pas être vue comme une modalité de substitution mais comme une modalité différente. Autrement dit, certaines formations doivent être assurées en présence et d’autres en ligne. Ces deux visions vont permettre de donner un nouveau départ à la formation en ligne. En 2005, la formation en ligne décolle vraiment et fait naître des prestataires de tailles importantes qui démontrent le modèle économique du marché de la formation en ligne.

### 2008 à 2012
Les pédagogues développent une idée qui va finalement s’imposer sur le marché : la formation en ligne seule est rarement pertinente. En revanche, la combinaison de modalités d’apprentissage au sein d’un dispositif de formation répond à des fondamentaux pédagogiques. L’heure de l'apprentissage hybride ou de la formation mixte a sonné. On ne répond plus à un besoin de formation avec une seule modalité mais en combinant plusieurs.

### 2013
Le terme « formation en ligne » ne peut plus couvrir à lui seul l’ensemble des techniques de formations numérique actuelles. On parle dorénavant d'« apprentissage numérique ». Il correspond à une réelle transition, celle du passage de la technologie comme modalité d’apprentissage à la technologie comme outil intégré au service formation. C’est le passage de l’usage au moyen. Cette vision d’apparence technophile pourrait faire peur aux pédagogues. Au contraire, elle replace définitivement la technologie au niveau des moyens et non de la stratégie pédagogique.
Si l’adjonction du mot « numérique » au monde de la formation semble nouvelle, il n’en est rien sur bon nombre de secteurs de la vie quotidienne. Dans le marketing, le commerce, la presse ou encore la santé, le mot « numérique » symbolise le passage au numérique dans une logique globale et intégrée.
Le consommateur achète désormais « hybride ». Le prestataire idéal doit ainsi proposer : une boutique en ligne, des magasins physiques, une gestion du compte client en ligne, par carte magnétique, sur son smartphone, etc. L’acheteur veut une offre intégrée. Les grandes enseignes ont alors développé l’intégration du numérique de manière cohérente et globale dans l’ensemble de leurs offres.
Dans le secteur de l’audiovisuel, on trouve là aussi une succession d’étapes qui ont conduit à développer une solution numérique intégrée. Les grandes chaînes ont commencé à produire des programmes spécifiques pour le web. Caméras, journalistes, sujets, etc. La logique industrielle du numérique a tout balayé : la télévision est numérique et multicanale (télévision, ordinateur, smartphone, etc.).
Le numérique a révolutionné les usages avec un cheminement similaire. Au bout du compte, tous ces secteurs ont su puiser dans l’intégration du numérique une force qui a su les rendre plus réactifs, plus performants sur leurs métiers. Le numérique a dynamisé ces secteurs. Ils ont dû réinventer l’industrialisation de leur métier, mais en aucun cas, en modifier les fondamentaux. L’outil change et demande de s’adapter, mais les règles de l’art les plus fondamentales n’évoluent que très peu.
La force du numérique n’est pas limitée au seul intérêt de l’innovation pédagogique, ce serait limiter l’ampleur de la révolution numérique dans la formation. On ne peut pas faire comme si le commerce en ligne n’avait pas rattrapé le commerce traditionnel et était resté un bastion d’innovation. Le numérique a envahi ce secteur, non pas par la vente en ligne, mais parce que l’efficacité pour l’utilisateur final d’une solution globale est sans commune mesure avec des offres segmentées. Elle permet d’accéder au produit dont on a besoin, plus vite, de n’importe où, n’importe quand. Elle donne accès à des conseils en virtuel, en réel, par une communauté, elle permet de gagner du temps dans les achats hebdomadaires car elle mémorise les préférences et les points de vente du consommateur. L'apprentissage numérique vise lui aussi l’efficacité pour l’utilisateur final. Il accède plus vite à ses formations, les voit délivrées selon ses besoins métiers, avec des rythmes et des durées adaptées à ses contraintes. Comme pour le commerce, l’apprenant apprécie d’être conseillé à distance, en salle ou par une communauté. Intégrer le numérique dans la formation c’est se donner les moyens de rechercher une chaîne d’efficacité pédagogique.

### Lois
Loi no 2018-771 du 5 septembre 2018 pour la liberté de choisir son avenir professionnel, paru au Journal Officiel no 0205 du 6 septembre 2018. Réforme qui vient modifier la 6e partie du livre premier du code du travail (tout ce qui encadre de façon législative la formation professionnelle appartient au code du travail). Inscrit la formation à distance comme modalité à part entière.
Notion de développement de compétence et de liberté de choisir son évolution professionnelle.
Cette réforme est venue modifier l’obligation des employeurs, de financement, de création de nouvelle récolte de fonds. Refonte sur les certifications et les diplômes. Elle s’attache à renforcer la liberté des individus dans le choix de leurs formations, libérer et sécuriser les investissements pour la compétence des actifs, transformer l’alternance, refonder le système de construction et de régulation des diplômes professionnels et fixer la gouvernance des financements des actions de formations en lien avec le dialogue social.
« Art. D. 6313-3-1. du Code du Travail – La mise en œuvre d’une action de formation en tout ou partie à distance comprend :
1-   "Une assistance technique (matériel) et pédagogique (tutorat) appropriée pour accompagner le bénéficiaire dans le déroulement de son parcours" Les organismes de formation qui vont proposer les formations sont obligés de mentionner dans tous les documents, les amonts de la formation, programme de formation, de financement, etc. On va devoir programmer cette assistance technique et pédagogique.
2-   "Une information du bénéficiaire sur les activités pédagogiques à effectuer à distance et leur durée moyenne” Lorsque l’on conçoit un programme de formation, il faut estimer le temps passer par l’apprenant sur les activités à distance.
3-   "Des évaluations qui jalonnent ou concluent l’action de formation" Loi qui oblige un parcours de formation à comporter des évaluations formatives et sommatives."

## Technologie utilisée et supports
Le numérique n’est plus réservé au domaine technique et il s’est démocratisé à un large public. La multiplication des écrans marque la place du numérique dans toutes les sphères d’activités dont la formation professionnelle. Suivre une formation sur son smartphone, sur une tablette, sur un ordinateur portable ou tout objet électronique connecté est réalisable. Le développement d’internet a généré des transformations dans les usages qui sont depuis les années 2000 en pleine croissance.
Le format numérique permet à la formation de déployer des modes d’apprentissage pluriel (mixte), c’est-à-dire mélangeant présence, hybride et à distance mais assure également l’accès à la formation de tous, partout et à tout moment. L'apprentissage numérique rend disponible et accessible l’ensemble des formations sur tout un territoire et même au-delà grâce à la mobilité des moyens de communication et au web. 

## Outils du digital Learning

### Ressources utiles
Liste de ressources qui peuvent être utiles autant pour les apprenants que pour les formateurs dans la création de dispositif de formation.
- http://www.formateurduweb.fr/illustrez-vos-modules-elearning-avec-des-photos/[20]

Site web avec 35 sites de photos libres de droit d’auteur pour illustrer les modules e-learning.
- https://framindmap.org/mindmaps/index.html[21]

Logiciel gratuit sur internet qui permet de créer des cartes mentales (ou Mindmap en anglais).
- https://learningapps.org/[22] - H5P : https://h5p.org/[23]

Logiciels sur internet de création d’application pour l’éducation.
- https://www.genial.ly/fr[24]

Plateforme internet pour la création de contenu interactif (présentation, infographie, etc.).
- https://www.mindmeister.com/fr/829609394/boite-a-outils-du-digital-learning?fullscreen=1[25]

Boîte à outils pour le digital Learning, éditée par Olivier Legrand. Dans cette boîte à outils, les formateurs et apprenants peuvent retrouver tout ce qu’il faut pour :
- Organiser les idées de son projet
- Veille pédagogique
- Gérer son projet
- Partager des fichiers
- Création de médias
- Création d'évaluation
- Conception e-learning
- Production e-learning
- Diffusion de contenu
- Classe virtuelle

## Analyse de l'apprentissage numérique

### Introduction
Nous allons dans cette partie faire l’état des lieux des ressources numériques et de leurs capacités ou non à susciter l’apprentissage des adultes. L’apprentissage numérique, donc à distance, peut-être source d'avantages comme d’inconvénients. L’année 2020 en est un belle exemple, en effet, nombreux sont ceux qui ont dû passer du présentiel au distanciel lors de la crise sanitaire. Précisons tout de même que cette apprentissage via le numérique a débuté bien avant cette année-là.
Les ressources numériques ne doivent pas être pensées pour ce qu’elles sont (c’est-à-dire un power point, etc.) mais pour ce qu’elles vont être utile pour l’apprentissage. Ces outils ne doivent pas être appréhendé par leurs aspects esthétiques, ni pour leurs aspects de performance en termes de structuration des contenus mais pour ce qu’ils vont provoquer ou non à un certain nombre d’apprentissage chez les adultes.
Quand on met en place un dispositif de ressource numérique à distance, il faut se poser 3 questions, qui nous vient de l’ergonomie, pour évaluer l’intérêt et la pertinence de ces dispositifs : Utilité, utilisabilité, acceptabilité.
Utilité : monter une plateforme LMS est-ce que c’est utile ? Ça va être utile sur l’aspect de l’apprentissage à distance, à n’importe quel heure, quel moment, etc. Mais est-ce que cela va être utile pour tous les apprentissages ?
Utilisable : est-ce qu’ils sont utilisables ? Les concepteurs de ces dispositifs peuvent penser avoir tout prévu pour que cela fonctionne bien, mais parfois nous pouvons nous retrouver face à des sites web ou des ressources numériques que l’apprenant ne sera pas comment exploiter, ou sont les boutons retours par exemple, avance d’une page. On se retrouve parfois face à des menus avec des fonctions que l’on ne comprend pas, ou que l’on ne maitrise pas. Et puis, les codages qui font fonctionner la ressource n’est pas toujours de bonne qualité. Donc parfois une ressource peut-être jugée utile mais pas forcément utilisable.
Acceptabilité : Est-ce que c’est acceptable de se former avec des ressources numériques. Cela devient limite une obligation aujourd’hui de passer par le numérique : qu’est-ce qui est acceptable ? et non acceptable ? Pour les uns ou pour les autres, ce n’est pas le même niveau d’acceptabilité. Au lieu de jeter la pierre sur les « décrocheur », les « tire au flan » du premier confinement (crise sanitaire de 2020), il aurait fallu dans un premier temps leur demander si c’était acceptable pour eux de se former comme cela. En effet, pour certains, se former de la telle sorte est inacceptable d’un point de vue éthique, ou pour des questions de projet, de valeur, de culture, etc.
Aujourd’hui, oui le numérique est une bonne solution, mais il ne faut pas oublier que cela va laisser beaucoup de personnes en marge, pour différentes raisons (cf. partie sur les aspects négatifs).

### Aspects positifs
Nous pouvons émettre plusieurs aspects positifs à la formation à distance , :
- Elle permet d’étudier à son rythme, dans un environnement agréable et familier que l’on peut choisir.
- Elle permet de gagner en autonomie, de devenir indépendant et plus responsable.
- Elle est adaptée à tout le monde, même les personnes qui n’ont pas beaucoup de temps libre par jour à consacrer à la formation (emploi à côté ou enfants à la maison).
- Elle est flexible : elle permet de cumuler travail et formation, ce qui peut permettre une reconversion professionnelle en toute sérénité.
- Elle peut être plus ludique qu’une formation normale, grâce notamment au e-learning, serious game, etc.
- Elle permet un accès 24h/24 et partout.
- Elle peut se faire même depuis l’étranger.
- On peut s’y inscrire tout au long de l’année.
- Elle est moins chère que la formation en présentiel.
- Elle peut faciliter le travail de groupe.

### Les points de vigilance des formations hybrides au regard des dimensions cognitives, conatives et psycho-affective

#### Dimension conative
Pour la dimension conative, la motivation peut être mise à mal lors d’une formation à distance. En effet, le fait d’être seul chez soi derrière son écran sans un formateur pour stimuler cette motivation par des interactions et sollicitations peut entacher la perception du but de l’activité. L’apprenant peut avoir du mal à percevoir ce à quoi va lui servir l'activité qui lui est proposée. Il peut également avoir du mal à percevoir sa compétence pour réaliser l’activité. Sans le formateur en face de lui pour l’engager dans la tâche et le pousser à ce qu’il comprenne et voit qu’il a cette compétence, il peut douter de celle-ci, se dire qu’il n’a pas assez de diplôme pour cela, qu’il a un décalage avec l’activité, qu’il n’est pas capable de faire ce qu’on lui demande. Il peut également douter de la légitimité de sa contribution à l'activité, en se disant qu’il ne peut pas apporter un degré personnel à l'activité.
Nous pouvons également parler dans la dimension conative de l’espérance du succès. L’apprenant peut percevoir le lieu où il se trouve comme un lieu de l’échec. En effet, s’il échoue lors d’une évaluation quelconque alors qu’il est à distance, chez lui par exemple, il peut percevoir son échec comme venant de ce lieu. Vient ensuite la perception de la stabilité de cet échec. Si la personne échoue plusieurs fois de suite, elle se dira qu’elle échouera forcément. Il y a pour finir la perception de la contrôlabilité de l’échec. Le stagiaire peut se dire que même s’il travaille, il n’y arrivera pas, et ne peut pas y faire grand-chose. Nous pouvons donc dire que le fait d’être isolé, seul pour travailler face à une formation, sans un formateur pour nous accompagner face à nous, peut amener la personne à l’échec si celle-ci perd la motivation et entre dans le cercle vicieux de la perception de son échec dans l’espérance de succès.

#### Dimension cognitive
Du point de vue de la dimension cognitive, il y a 4 piliers d’apprentissage  où il faut être vigilant lors d’une formation hybride ou à distance. Tout d’abord, le travail à distance peut porter problème au niveau de l’attention des stagiaires, en effet, ils vont dans la majorité des cas être chez eux, avec tout un tas de distractions qui peut les dévier de leur travail, ainsi que des enfants qui peuvent pleurer, etc. Cela va forcément affecter leur attention. De plus, rester plusieurs heures d'affilée devant un écran peut créer un ennuie (avec la répétition des tâches), un désintérêt pour le travail effectué, ainsi qu’une fatigue et des maux de tête qui peuvent déconcentrer le stagiaire et lui faire quitter l’attention porter au travail, vers des choses plus simples, qui amènent moins de réflexion.
De plus, cela influe sur un autre pilier, qui est l’engagement actif. Cet engagement est plus fort lorsque les enseignements soulèvent un questionnement, éveillent la curiosité des apprenants etc., “comparée à celle de la réception par simple transmission”. L’engagement actif est très important pour la mémorisation, et la réussite des apprenants, “en partie pour des raisons de mobilisation de l’attention, de concentration, de prise de conscience”. Les stagiaires distraits vont sortir peu à peu de l’engagement actif, et peuvent rentrer dans un cercle vicieux, où ils vont se désintéresser petit à petit des apprentissages. Cela peut affecter leur chance de réussite ainsi que leur motivation.
Face à ces situations d’apprentissage qui peuvent être complexes et démotivantes pour les stagiaires, le retour d’information qui est le troisième pilier de la dimension cognitive est nécessaire. Il faut que le ou les formateurs réalisent un accompagnement durant la formation, avec des encouragements, des aides adaptées à chacun, un étayage pédagogique : « la plupart du temps, l'intervention d'un tuteur comprend une sorte de processus d'étayage qui rend l'enfant ou le novice capable de résoudre un problème, de mener à bien une tâche ou d'atteindre un but qui auraient été, sans cette assistance, au-delà de ses possibilités ». De plus, il est important que la formation arrive au bon moment, que les stagiaires comprennent pourquoi il la réalise, ce que cela leur apporte, etc. afin de les garder motivés malgré les conditions qui peuvent être difficiles à distance.
Pour finir, il est important de consolider tout cela avec des bonnes habitudes, comme la posture au travail, un bon sommeil, des exercices asynchrones en plus des cours en synchrones, etc. Cela constitue le quatrième pilier, pilier important pour le bon déroulement de la formation à distance.
Ces quatre piliers doivent prendre en compte les caractéristiques du système cognitif, à savoir, le travail demandé, ainsi que les heures réalisées à distance qui ne doivent pas procurer une surcharge mentale pour les stagiaires. La fréquence du rappel des informations citées précédemment doit être régulière et exécutée dans toutes les situations que vont rencontrer les apprenants.

#### Dimension socio-affective.
La dimension socio-affective peut également être altérée. En effet, à travers un écran ou si la formation se fait en asynchrone, l’attitude des enseignants ne peut pas être perçue de la même façon par les apprenants. Nous savons qu’un enseignant doit être empathique, sympathique, indulgent, également avoir une communication non-verbale, dynamique, claire, qui favorise la participation, il doit développer l’intérêt situationnel, encourager, être juste, et être disponible. Plusieurs de ces attitudes ne peuvent pas être mises en place, comme la communication non-verbale car l'enseignant n’est pas en face de nous comme en présentiel, avec des gestes et une posture qui amènent à l’apprentissage, ou la favorisation de la participation car il ne peut pas solliciter les apprenants comme il pourrait le faire dans une salle de classe en désignant quelqu’un. Ainsi, cela peut contribuer à une mise à distance entre l'enseignant et l’apprenant, et ne pas favoriser une bonne condition affective de la part du stagiaire pour qu’il se sente en confiance lors de l’apprentissage. De plus, l’apprenant peut ne pas oser parler lorsqu’il est en cours en distanciel, car il ne veut pas couper la parole au formateur, et il ne peut pas montrer qu’il souhaite prendre la parole en effectuant un geste, comme lever la main par exemple.
Evidemment, le design spatial est également modifié. Il faut réussir à créer chez soi un climat agréable et propice au travail, ce qui peut être parfois très difficile selon les individus : pas de bureau personnel, famille nombreuse avec enfants en bas âge à gérer, problèmes de connexion ou de matériel informatique vieillissant, etc. La sociabilité, les rencontres et les échanges sont également compliqués et peuvent aussi complexifier le moral de l’apprenant, et ainsi entacher sa concentration, sa motivation à la tâche.

### Aspects négatifs
Nous pouvons constater qu’il y aussi des aspects négatifs à la formation à distance. Tout d’abord au niveau physique :
- Il y a la fatigue visuelle, maux de tête, picotements, rougeur et lourdeur des globes oculaires, assèchement de l'œil.
- Des troubles musculo-squelettiques (TMS) dû à une position statique longue, qui touchent les poignets, la nuque, les épaules, la région lombaire.

- Aussi, un manque de confort ergonomique du poste de travail peut être constaté, comme les reflets d’écran, une mauvaise posture, une longue durée d’exposition, etc.

Il y a également des aspects négatifs au niveau psychique : 
- Comme le stress lié aux contraintes de temps, diminution des délais, etc.
- Des problèmes de concentration : distractions, télévision, enfant, etc.
- L’apprenant est tout seul face à son ordinateur, cette absence de contact humain peut rendre l’apprenant nerveux, il peut se sentir livré à lui-même. Cela va mener à des problèmes psychologiques, du stress, des angoisses, un renfermement.

Pour finir, la formation à distance peut créer des problèmes au sein de la formation elle-même :
- Il y a un manque de suivi pédagogique ressenti par de nombreux participants.
- Cela peut mener à un découragement, puis à un abandon de la formation en cours de route, à cause d’un manque de motivation, ou parce que     l’apprenant ne voit plus le but de cette formation.
- Cela peut mener à de la procrastination et une accumulation de travail.
- Également, des problèmes de connexion internet ou de matériel peuvent freiner l’apprentissage.

Il faut penser que « 6,8 millions de personnes, soit 10,1 % de la population, sont privées d'un accès de qualité minimale à Internet, c'est-à-dire plus de 3 Mbits par seconde. Le « bon haut débit » n'est lui, pas accessible à 19,1 % de la population, soit 12,8 millions de consommateurs ». Cette partie de la population qui doit suivre une formation à distance, auront beaucoup de mal à avoir un accès aux ressources numériques, aux ressources pour se former.
Également, il faut prendre en compte le fait, que même lorsque l’on a l’accès à internet, le réseau peut être trop médiocre pour suivre une formation. De plus, ce n’est pas parce que l’apprenant a un accès à internet, qu’il possède un ordinateur qui lui est propre, l’ordinateur peut être celui de la famille, et donc avoir plusieurs membres qui en ont besoin en même temps.  